# 강찬 (배우)
강찬(본명: 강의식, 姜義植, 1988년 3월 15일 ~ )은 대한민국의 배우이다.

## 학력
- 홍익대학교 경영학과 (중퇴)
- 동국대학교 연극학부 (졸업)

## 출연 작품
| 연도      | 방송사 | 제목                     | 역할   | 비고        |
| --------- | ------ | ------------------------ | ------ | ----------- |
| 2013      | Mnet   | 몬스타                   | 박규동 |             |
| 2013~2014 | JTBC   | 맏이                     | 김영두 |             |
| 2014      | KBS2   | KBS 드라마 스페셜 - 칠흑 | 정우민 |             |
| 2014      | tvN    | 미생                     | 구현우 | 까메오 출연 |
| 2015      | KBS2   | 블러드                   | 이성균 |             |
| 2015      | KBS2   | 너를 기억해              | 성민혁 |             |
| 2016      | KBS2   | 뷰티풀 마인드            | 공보의 |             |
| 2016      | tvN    | 신데렐라와 네명의 기사   | 동식   |             |
| 2016      | SBS    | 낭만닥터 김사부          | 박주혁 |             |

### 연극
- 2017년 《무인도 탈출기》 - 봉수 역
- 2019년 《나쁜자석》 - 고든 역
- 2019년 《알앤제이》 - 학생2 역
- 2019년 《음악극 432hz》 - 한지오 역

### 뮤지컬
- 2012년 《화랑》 - 무관랑 역
- 2016년 《정글라이프》 - 피동희 역
- 2017년 《오디션》 - 병태 역
- 2017년 《더 픽션》 - 와이트 히스만 역
- 2017년 《베어 더 뮤지컬》 - 피터 역
- 2018년 《더 픽션》 - 와이트 히스만 역
- 2018년 《6시 퇴근》 - 고은호 역
- 2018년 《낭독뮤지컬 <살리에르>》 -모차르트 역
- 2018년 《오디너리데이즈》 - 워렌 역
- 2018년 《루드윅:베토벤 더 피아노》 - 청년 역
- 2019년 《6시 퇴근》 - 고은호 역
- 2019년 《루드윅:베토벤 더 피아노》 - 청년 역
- 2019년 《더 픽션》 - 와이트 히스만 역

### 단편영화
- 2014년 《노스텔지아》 - 응구 역
- 2016년 《의식의 의식》 - 의식 역
- 2017년 《Shell, we》 - 박성환 역
- 2019년 《멍멍, 바우와우, 와프와프》 - 꼬미 역